# Бханубхакта Ачарья
Бханубхакта Ачарья (1812—1868) — непальский поэт и переводчик. Один из основоположников литературы на непальском языке. В 1853 году перевел эпическую поэму «Рамаяна» с санскрита на непальский язык. Был удостоен почетных титулов «адикави» («первый поэт») и «махакави» («великий поэт»).

## Биография
Родился  в 1814 году в семье мелкого чиновника. После того, как был основательно обучен санскриту,  дед отдал внука  учиться к  астрологу   . В это время пробует свои силы в стихосложении, в частности в составлении гороскопа.  Однако целенаправленно занялся  поэзией Бханубхакта позднее, когда довольно быстро и неудачно закончилась его государственная служба: малоопытный казначей был посажен за ошибку в денежном отчете в долговую тюрьму. 

## Gallery

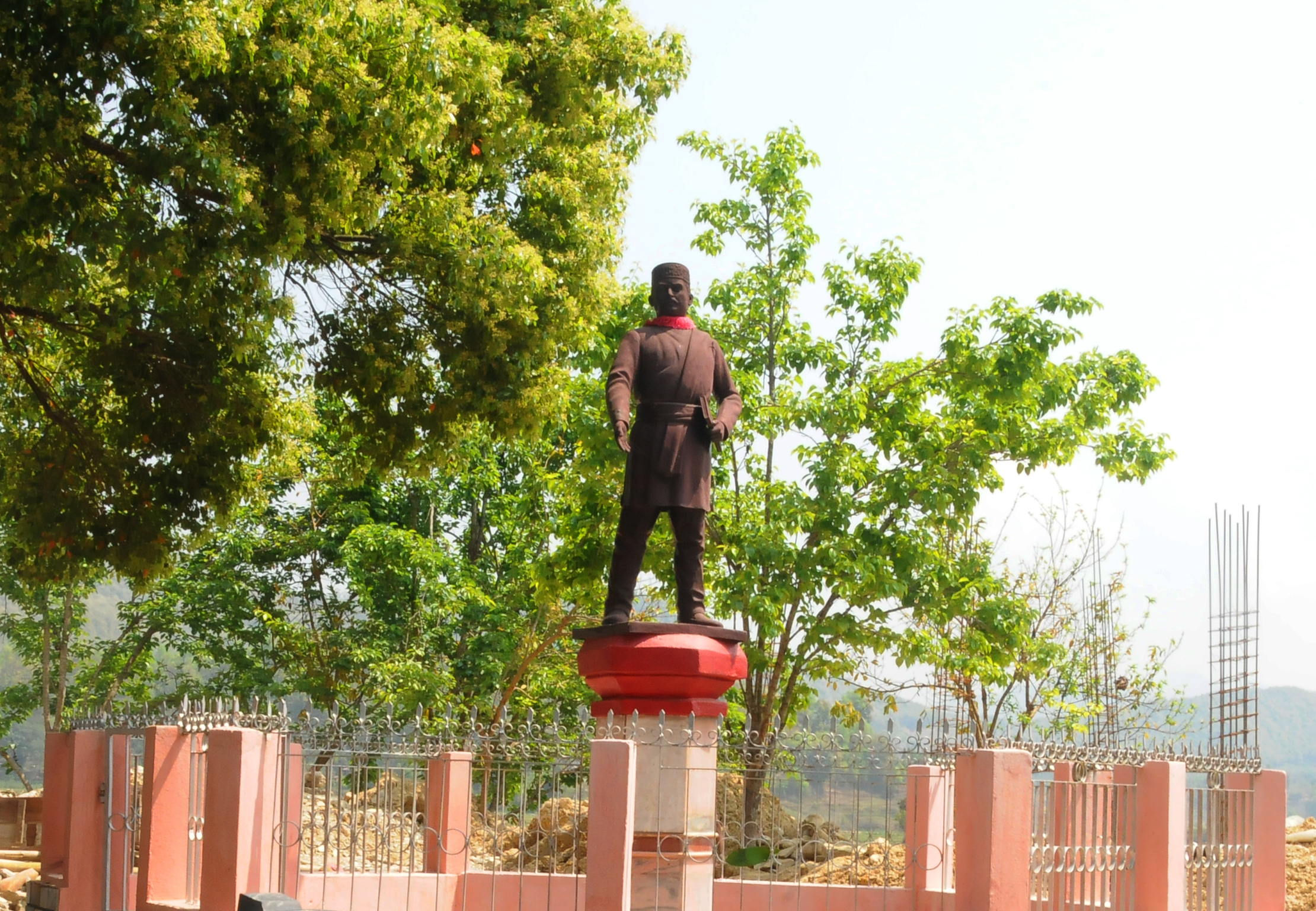
Statue of Bhanubhakta Acharya at Chundi Ramgha
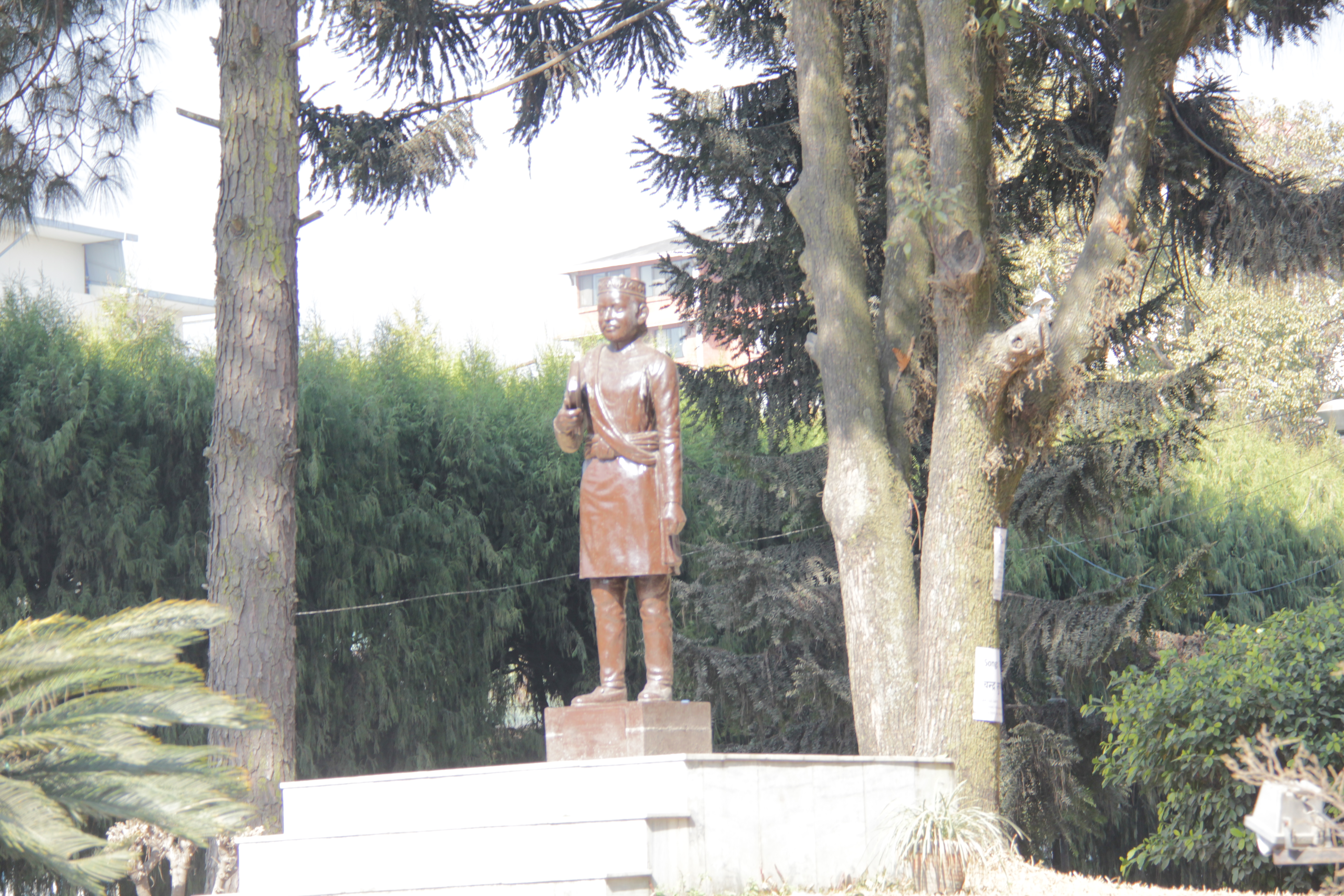
Bhanu salik at Nepal Academy
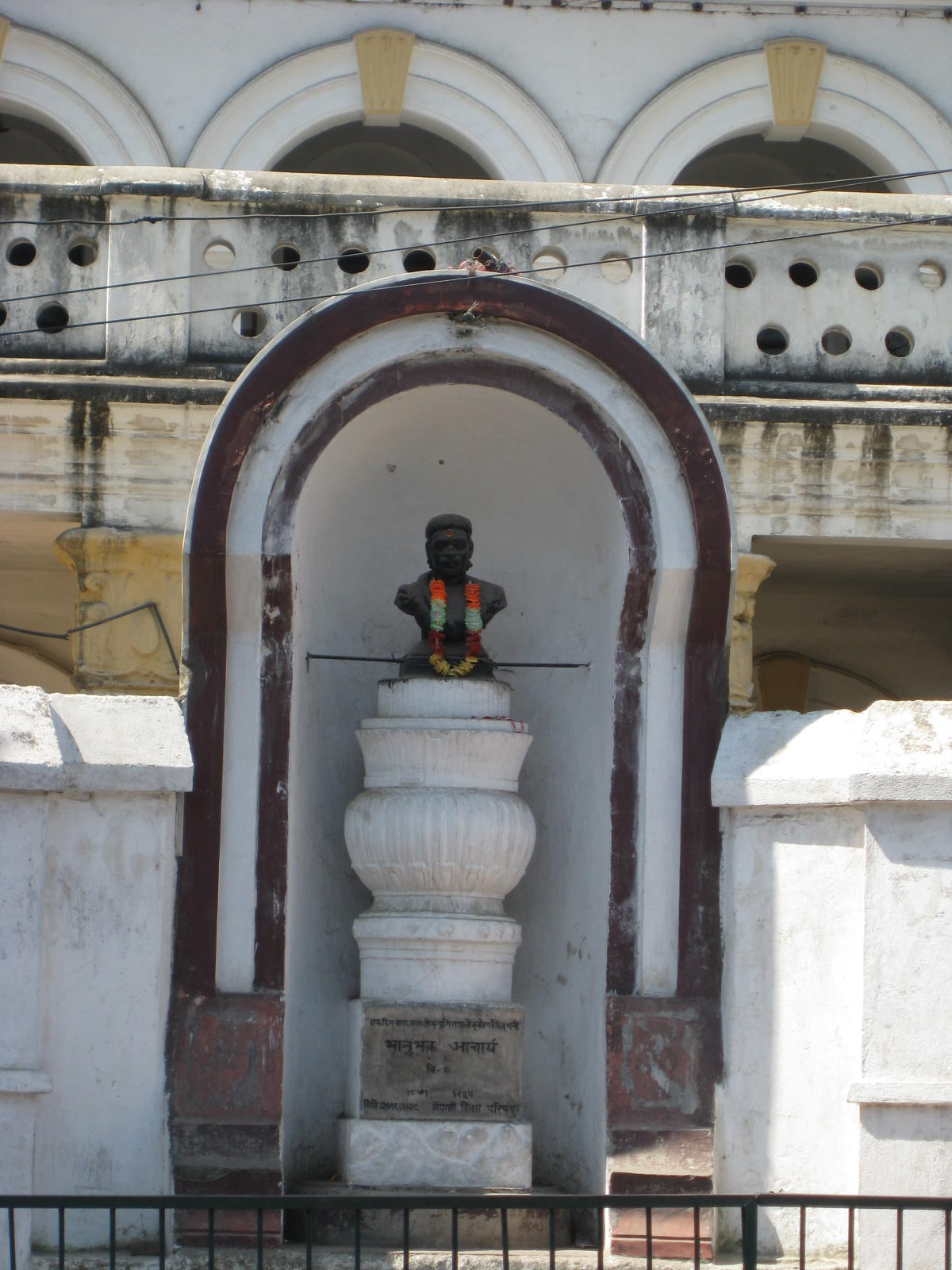
Aadikavi Bhanubhakta Acharya
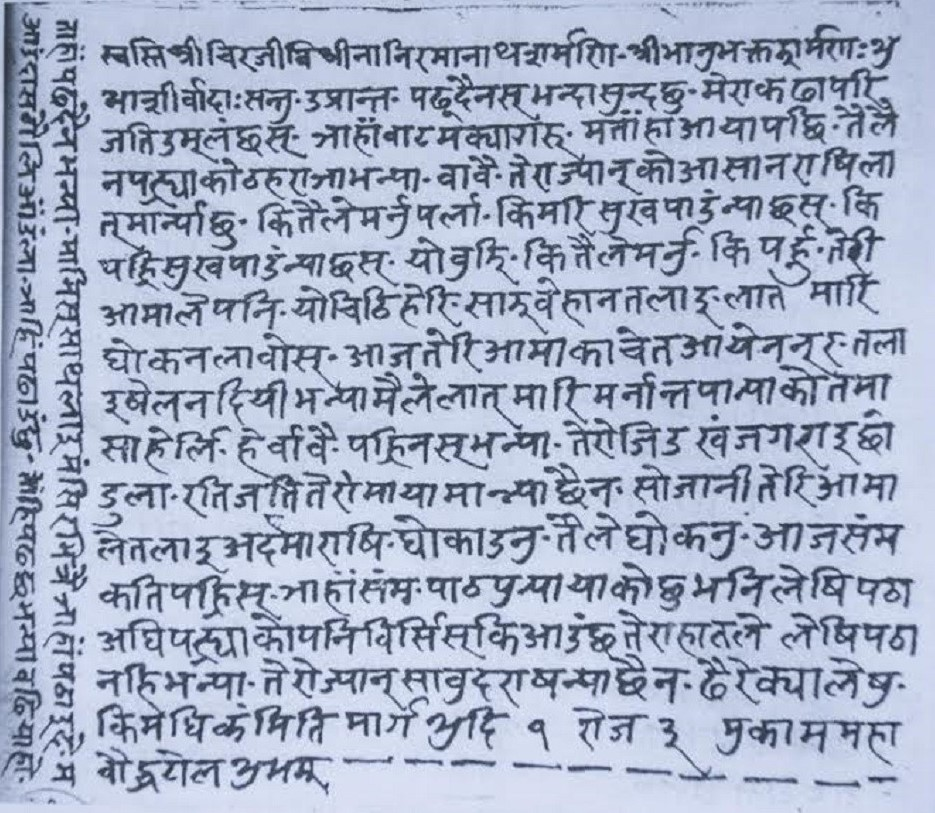
Letter of Bhanubhakta Acharya to his son (1858)
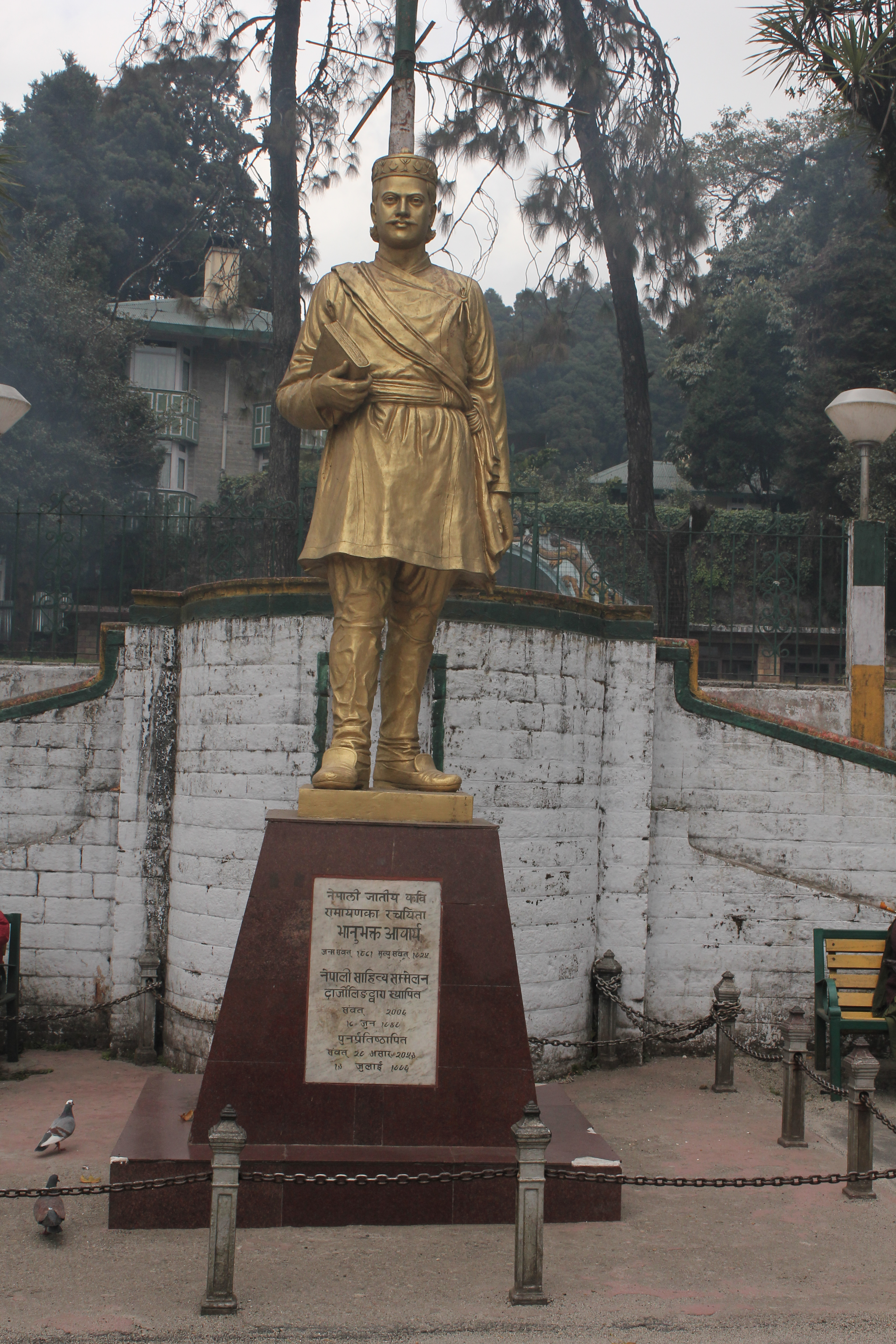
Statue of Bhanubhakta Acharya at darjeeling